# Dolinka Murckowska
Dolinka Murckowska – obszar rekreacyjny w Katowicach, położony na terenie dzielnicy Murcki, w dolinie Przyrwy.  
W latach 70. XX wieku powstał w dolinie kompleks rekreacyjny, który z biegiem czasu uległ dewastacji. W 2009 roku rozpoczęto sprzątanie i rewitalizację obszaru Dolinki Murckowskiej. Obecnie w miesiącach letnich co roku odbywają się tu pikniki. Przez Dolinkę Murckowską prowadzą dwa szlaki turystyczne: czarny (Szlak Dolinki Murckowskiej) i zielony. 

## Przyroda
Przez Dolinkę Murckowską przepływa leśny strumień Przyrwa, który ma około dziesięciu kilometrów długości. Na terenie dolinki rosną łęgi olchowo-jesionowe, a także graby, wiązy i dęby. Wytworzyły się również gleby murszowe (murszowiska). Występuje tu wiele różnych zwierząt i roślin, w tym m.in. ciemiężyca zielona, kokoryczka wielokwiatowa i marzanka wonna. Żyją tu traszki, jaszczurki zwinki i żmije zygzakowate.  

## Historia

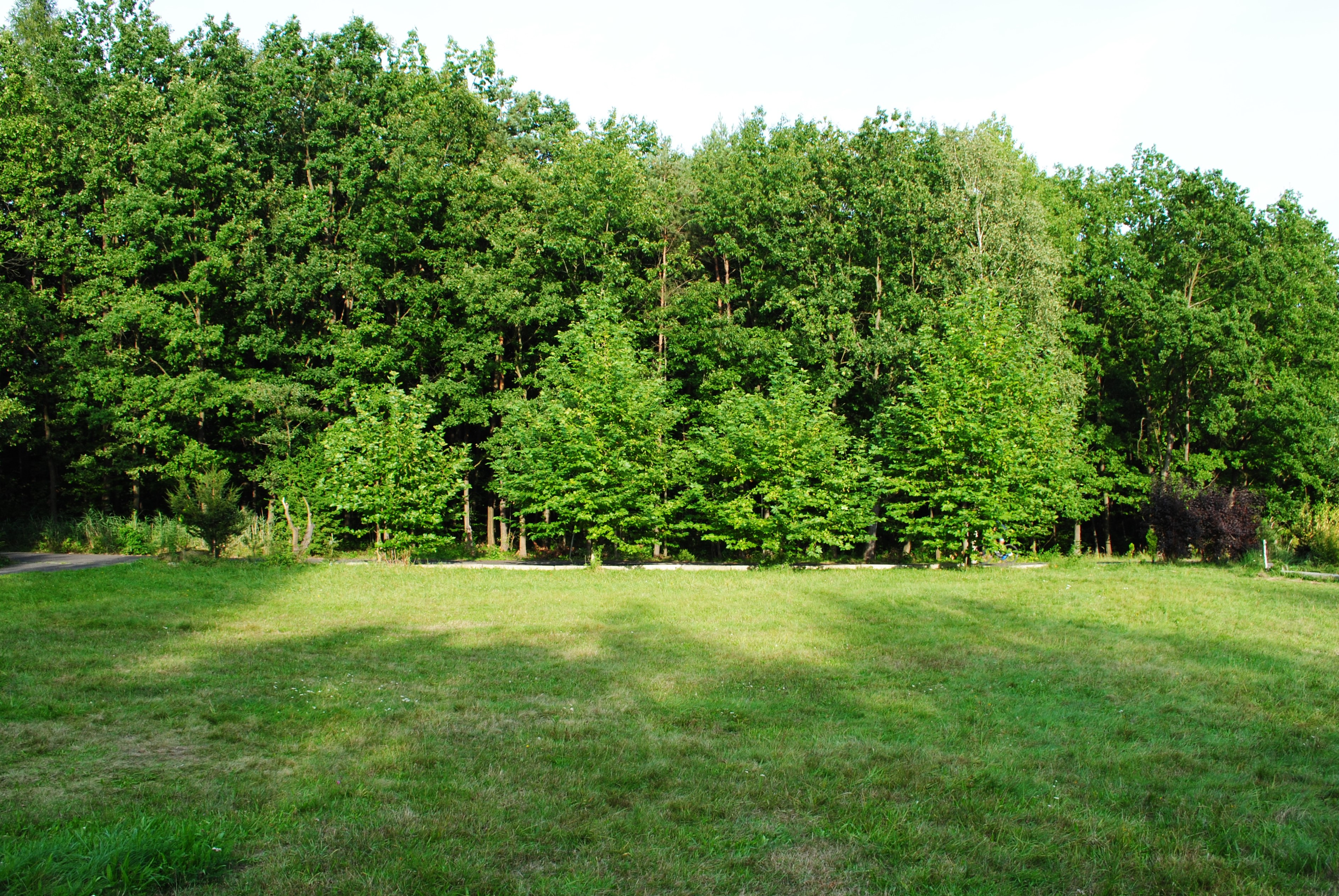
Fragment Dolinki Murckowskiej – fragment szlaku (widok w kierunku wschodnim)

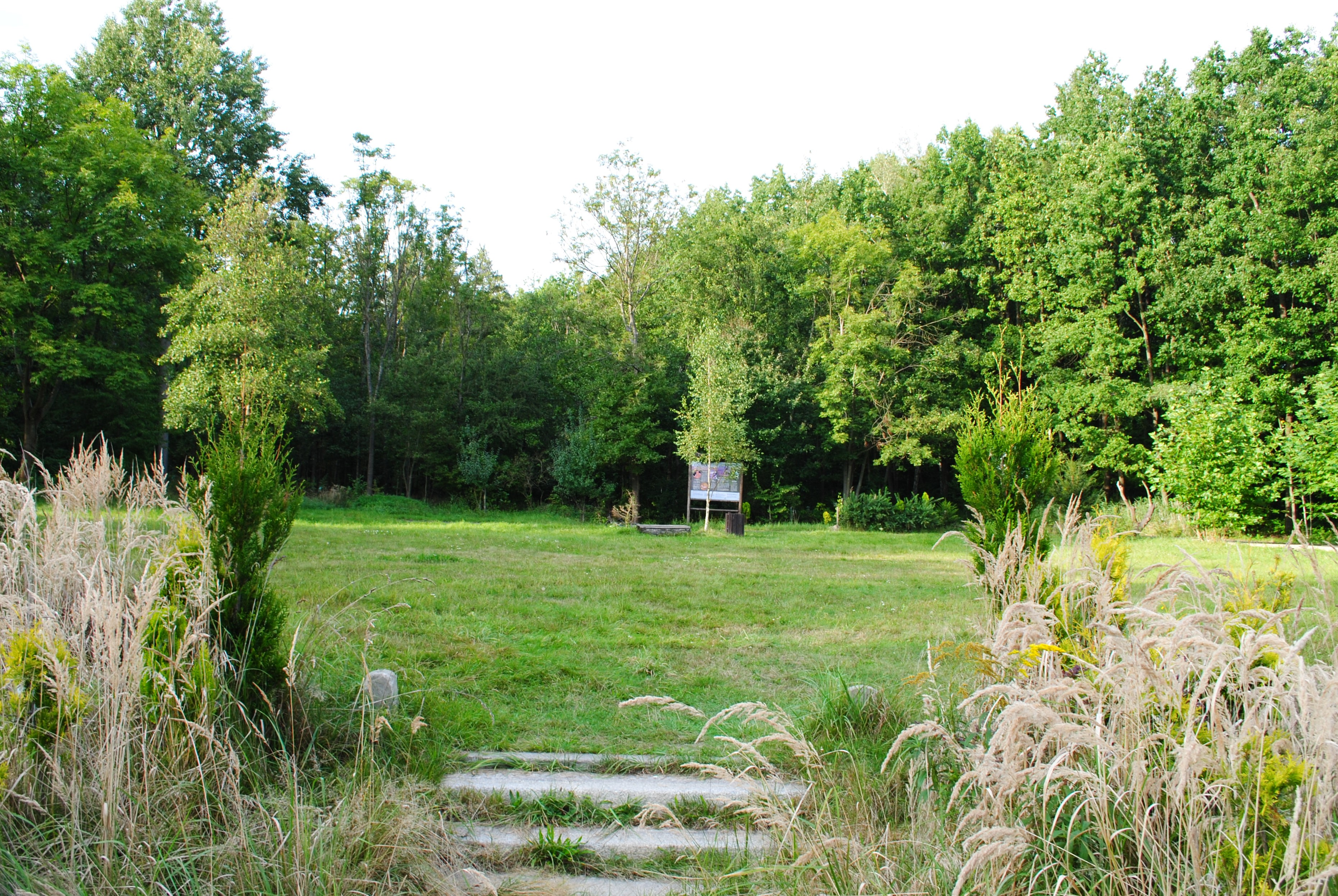
Fragment Dolinki Murckowskiej – polana w pobliżu stawu

Pierwotnie dolina pokryta była łąkami, na których wypasano kozy. W 1865 roku ze względu na dogodną rzeźbę terenu, źródlaną wodę oraz znajdującą się w pobliżu leśniczówkę, przysposobiono ten teren jako pierwszą przejściową zagrodę dla czterech żubrów. Żubry te pochodziły z Białowieży – wymieniono je wówczas za dwadzieścia jeleni. W 1903 roku w okolicy Dolinki Murckowskiej kopalnia „Emanuelssegen” (późniejsza kopalnia „Murcki”) prowadziła wydobycie węgla kamiennego. Na mapie z tego okresu znajduje się pięć szybów i trzy chodniki.   
W latach 70. XX wieku na terenie doliny powstał kompleks rekreacyjny według projektu Ewy i Piotra Franta, Jacka Leśko i Barbary Salamon. W skład kompleksu wchodziły: basen, brodziki dziecięce, ścieżka zdrowia i korty tenisowe. Dla licznych turystów wybudowano parking, a nad basenem stanęła mała gastronomia. W bezpośrednim sąsiedztwie dolinki, na terenie rezerwatu przyrody Las Murckowski, została stworzona ścieżka zdrowia (obecnie zlikwidowana). Ze względu na opady deszczu i brak zadaszenia basenu, był on używany niecałe dwa miesiące w roku, a wraz z zamknięciem kopalni w Murckach zabrakło pieniędzy na bieżące remonty, wodę i opłacanie ratowników. W ciągu kolejnych kilkunastu lat od zamknięcia basenu, kompleks ten przeobraził się w dzikie wysypisko śmieci. Precedens ten ułatwiała droga asfaltowa prowadząca wprost do pozbawionego wody basenu.   
W latach 2009–2010 z dolinki uprzątnięto śmieci i wprowadzono zakaz poruszania się samochodami poza terenem parkingu. W latach 2013–2014 w ramach odnowy Dolinki Murckowskiej dzieci i młodzież posadziła setki roślin. Ponadto utworzony został ogród wodny dzięki rynience zasilany wodą deszczową, oraz dzięki dogodnemu położeniu, także wodą gruntową. Oczko wodne znalazło się na glinianym podłożu, doskonale zatrzymującym wodę. Za sprawą mieszkańców Murcek jesienią 2014 roku w znacznym stopniu zrewitalizowano brzegi zbiornika pokrywając je warstwą darni i obsadzając roślinami wodnymi.  